# Piero Parodi
Piero Parodi, all'anagrafe Pietro Paolo Parodi (Genova, 29 giugno 1935 – Genova, 21 gennaio 2022), è stato un cantante e compositore italiano di genere folk in lingua genovese.
È fra i principali esponenti della nuova canzone genovese ed è autore del brano A seissento considerato, con oltre cinquecentomila copie vendute, uno dei maggiori successi discografici per quanto riguarda la canzone genovese.
La sua prima registrazione risale al 1965. Da allora ha pubblicato trentacinque singoli (venduti in un milione e mezzo di copie) e sedici album. Nel 2010 ha realizzato un CD che rappresenta la summa della sua carriera: L'urtimo di zeneixi (L'ultimo dei genovesi).
Il suo impegno teso a mantenere vivo il patrimonio culturale dialettale gli ha valso per quattro volte il Premio Regionale Ligure (1970, 1972, 1990 e 1992) oltre al premio intitolato a Giuseppe Marzari (1992) e al Premio Artisti Liguri (2005). Nel 1984 è stato insignito del titolo di Cavaliere al merito della Repubblica Italiana dall'allora presidente Sandro Pertini.
Assieme a Paolo Villaggio e Fabrizio De André è stato al centro del rinnovamento del mondo dello spettacolo nel capoluogo ligure a cavallo degli anni 60 e 70.

## Biografia

### Gli inizi
Nato e cresciuto nel quartiere di Sestri Ponente, ha sempre avuto la passione per il canto. Dotato naturalmente di una straordinaria potenza vocale, molto giovane comincia a studiare canto con il maestro Giobini, il maestro Carbone e il maestro Mario D'Alba. Il suo debutto radiofonico risale al 1958 nella trasmissione La ventiquattresima ora, condotta da Mario Riva, al fianco di Claudio Villa e Johnny Dorelli. Prima di giungere al successo come cantautore dialettale ha compiuto un lungo tirocinio come cantante in lingua sulle navi da crociera statunitensi "Constitution" e "Independence".
Nel 1965 viene scritturato dalla casa discografica Pig, la sua prima incisione è A seissento (rivisitazione del brano milanese La balilla), diventata, con oltre cinquecentomila copie vendute, uno dei maggiori successi discografici per quanto riguarda la canzone genovese.
Nel 1966 tenne una serie di spettacoli insieme a un esordiente Paolo Villaggio. Nel 1967 vince il "Festival della canzone genovese" con A canson da Madaenn-a (La canzone della Maddalena) un brano destinato a destare scalpore per il tema trattato e ad imprimere una svolta alla canzone dialettale che fino ad allora si era limitata ad esaltare i luoghi della città senza mai occuparsi di temi d'attualità o d'impegno sociale. La canzone, infatti, toccava il tema della prostituzione, ad appena dieci anni dall'entrata in vigore della legge Merlin che disponeva la chiusura delle case di tolleranza.

### Il successo televisivo
Nel 1968 e 1969, quale rappresentante della Liguria, Parodi ebbe modo di partecipare al "Festival internazionale della canzone folk" trasmesso in diretta televisiva su territorio nazionale. Nel 1969 si aggiudicò nuovamente il "Festival della canzone genovese" con Profummo de Zena (Profumo di Genova), partecipando nel contempo alle commedie musicali T'ae presente o carrossezzo? (Hai presente la sfilata dei carri di Carnevale?) e Figgieu baixinn-a (Ragazzi pioviggina), con la Compagnia genovese universitaria Gilberto Govi.
Risalgono al medesimo periodo le collaborazioni con Gian Piero Reverberi e Fabrizio De André, quest'ultimo autore delle musiche dei brani Ballata triste (con testo di Vito Elio Petrucci) e A famiggia di Lippe (con testo di Piero Campodonico). Va ricordato inoltre l'adattamento in genovese, a cura di Cesare G. Romana, della celebre Bocca di rosa.
Nel 1970 fu scelto da Marcello Marchesi per partecipare allo show televisivo Ti piace la mia faccia? condotto dai fratelli Mario e Pippo Santonastaso. Parodi oltre alla sigla iniziale, un indiavolato scioglilingua dal titolo Tiribi taraba, interpretava altri brani originariamente scritti in dialetto genovese ma adattati per l'occasione in lingua italiana.
Nel 1972 vince il Calladium d'oro per il cabaret, tenendo a battesimo in quella circostanza un attore comico destinato al successo: Beppe Grillo. L'anno si conclude con la partecipazione alla trasmissione televisiva Il buono e il cattivo condotta da Cochi Ponzoni e Renato Pozzetto.
Il 1973 vede Parodi impegnato ancora con la televisione a fianco di Sandra Mondaini e Franca Valeri nel varietà Ah l'amore e nella farsa in lingua ligure La cena della leva, anch'esso ripreso per il circuito televisivo nazionale.
La carriera del cantautore genovese è poi proseguita nel 1974 con la trasmissione televisiva Adesso musica condotta da Vanna Brosio e Nino Fuscagni, e con il conseguimento di nuovi riconoscimenti, fra cui il Premio Genoa Folk quale rappresentante del folklore ligure nel mondo, e il Premio nazionale al paroliere di Monticelli Terme per la canzone A Maenn-a (La Marina) storico quartiere di Genova. Il brano - centrato su una città in profonda trasformazione per la ristrutturazione urbanistica cui veniva sottoposta - fu musicato e arrangiato da Vittorio De Scalzi, all'epoca leader dei New Trolls.
Negli anni 80 Parodi ha partecipato per la Rai a trasmissioni televisive riguardanti la città di Genova durante speciali su Euroflora e Salone nautico, e ai varietà Ciammo o martin pescou e Canta che non ti passa, entrambi per la regia di Paolo Macioti.
Negli anni successivi Parodi si è dedicato a un'intensa attività in spettacoli dal vivo animando teatri e piazze di tutta la Liguria, prestandosi a collaborazioni con gruppi emergenti, come La Rosa Tatuata per la realizzazione dell'album Ardesia grixa (1994) e i Buio Pesto per la produzione dell'album Contime 'na stoja (1999).
Sempre con i Buio Pesto ha recitato nei due film benefici Capitan Basilico e Capitan Basilico 2 di Massimo Morini.
Nel 2012 fa parte del super gruppo Artisti Uniti per Genova nel progetto Ora che, brano scritto da Max Campioni, prodotto da Verdiano Vera e pubblicato dalla Maia Records, realizzato per raccogliere fondi per l'alluvione di Genova del 4 novembre 2011, che vede la partecipazione di numerosi musicisti e cantanti della scena musicale genovese.
Piero Parodi è morto a Genova il 21 gennaio 2022, all'età di 86 anni.

## Vita privata
Sposato con Liliana, fu il padre di Max Parodi, cantautore e musicista, che morì prima di lui, nel 2008. 

## Discografia

### Album
- 1966 – Genova canta (Pig, AVA 712)
- 1967 – Genova canta n. 2 (Pig, AVA 714)
- 1968 – Genova canta n. 3 (Pig, AVA 717)
- 1970 – Piero Parodi canta Zena (Il Falò, CAD 604)
- 1974 – Rumenta ed altro (Area Record, ARLP 14006)
- 1976 – Che tempi felici (Area Record, ARMC 14011)
- 1978 – Genova ti ama (Discofolk, MB 1018)
- 1980 – Saluti da Genova (Discofolk, MB 1024)
- 1982 – Son l'urtimo che diggo moae (Discofolk, MB 1047)
- 1985 – Impedimentu (Discofolk, DBM 126)
- 1988 – Niatri zeneixi (Area Record, ARMC 50001)
- 1994 – Ardesia grixa (Centro Disco, MC 1001)
- 1999 – Contime 'na stoja (Grigua Dischi, GRG 006)
- 2009 – Fuenta (Il Secolo XIX, CD 07012009)
- 2010 – L'urtimo di zeneixi (New Com Italia, CD 12010)
- 2017 – Genoa, a mae vitta (Canto libero, CD 0063701072) AA.VV.

### Singoli
- 1965 – A seissento/Tiribi taraba (Pig, PI 7141)
- 1965 – Senza moae/Canto perché son imbriaego (Pig, PI 7142)
- 1965 – O povou Miliu/A primm-a notte (Pig, PI 7163) pubblicato a nome Giuanin Du Righi
- 1965 – Zena addio/O stornello do pescou (Pig, PI 7164)
- 1965 – Canson da Cheullia/Un zeneize e un napolitan (Pig, PI 7165)
- 1965 –  Impedimentu/Manicure e pedicure (Ribalta, APS 19361) pubblicato a nome Giuanin Du Righi
- 1966 – Pierin o peruccae/Zena ghe n'è unn-a (Pig, PI 7204)
- 1966 – Nostalgia/Quande va sotta o sò (Pig, PI 7205)
- 1966 – O mae matrimonio/Sosta vietà (Pig, PI 7206)
- 1966 – Ma se ghe penso/L'osciello (Pig, PI 7216)
- 1966 – O Don Giovanni/O figgio de Via Prè (Pig, PI 7217)
- 1967 – O maio liberou/Maria Teresa (Pig, PI 7274)
- 1967 – A canson da Madaenn-a/A guaera (Pig, PI 7275)
- 1967 – Strazetti d'Arbà/A ballata do cacciou (Pig, PI 7298)
- 1967 – Rimpianto da Foxe/Porta de Vacca (Pig, PI 7299)
- 1968 – Che tempi/Popon de pessa (Il Falò, AD 804)
- 1968 – Olidin, olidin, olidena/Lunn-a a Marasci (Il Falò, AD 805)
- 1968 – L'eroe d'Abissinia/I trei negozi (Il Falò, AD 806)
- 1969 – Piccon dagghe cianin/A mancinn-a (Il Falò, AD 807)
- 1969 – Bocca de reusa/Serenata imbriaegonn-a (Il Falò, AD 808)
- 1969 – Fiocco giano/Strofe dispettose (Il Falò, AD 809)
- 1970 – Ballata triste/A famiggia di Lippe (Il Falò, AD 819)
- 1970 – O baccicin vattene a cà/Profumo de Zena (Il Falò, AD 820)
- 1970 – E donne/A serenata do frisciolà (Il Falò, AD 821)
- 1971 – La canzone della Maddalena/Canto perché sono ubriaco (Fonit Cetra, SPD 645)
- 1971 – Tiribi taraba/La ballata del cacciatore (Fonit Cetra, SPD 646)
- 1972 – I bagni/Son l'urtimo che diggo moae (Fonit Cetra, SPD 656)
- 1972 – O testo da fugassa/A ballata de Carabaghe (Fonit Cetra, SPD 657)
- 1974 – A rumenta/Golfo de Zena (Area Record, AR 0005)
- 1974 – A seissento/La mazurcaccia (Area Record, AR 0009)
- 1975 – El bananero/A Maenn-a (Area Record, AR 0012)
- 1975 – Lerici, Lerici, Lerici/Brixa de scioco (Area Record, AR 0013)
- 1976 – Margheritta/E mi ve lascio a bonn-a seja (Area Record, AR 0020)
- 1977 – A radiccetta/O l'ea un mainà (Area Record, AR 0023)
- 1978 – Sampeadenn-a e o mà/Riconoscenza (Discofolk, MB 618)

## Filmografia
- Capitan Basilico, regia di Massimo Morini (2008)
- Capitan Basilico 2 - I Fantastici 4+4, regia di Massimo Morini (2011)

## Collaborazioni
Parodi ha collaborato con diversi musicisti e autori di testi fra cui:
- Fabrizio De André (musiche per A famiggia di Lippe; Ballata triste; Bocca de reusa)
- Gian Piero Reverberi (musica per I bagni)
- Vittorio De Scalzi (musiche per A Maenn-a; A mazurcaccia; A radiccetta; Brixa de scioco; El bananero; Golfo de Zena; Lerici, Lerici, Lerici; Niatri zeneixi; Ringo; Un mondo da corezze)
- Piero Campodonico (testi per I grandi dritti; A ballata de Carabaghe; A famiggia di Lippe; Genoa, a mae vitta)
- Vito Elio Petrucci (testi per A ballata de Carabaghe; A rionda; A rumenta; A serenata do frisciolà; Ballata triste; Ciammime poae; E donne; Ninetta; O testo da fugassa; Profummo de Zena; Son l'urtimo che diggo moae; Un mondo da corezze)
- Cesare G. Romana (testi per A canson da Madaenn-a; A guaera; Bocca de reusa; Lunn-a a Marasci; Rimpianto da Foxe; Strofe dispettose)
- Agostino Dodero (musiche per A canson da Madaenn-a; Ave Maria zeneize; Lunn-a a Boccadaze; Lunn-a a Marasci; Rimpianto da Foxe)
- Natale Romano (musiche per A ballata de Carabaghe; A rionda; A rumenta; A serenata do frisciolà; E donne; I grandi dritti; Ninetta; O testo da fugassa; Profummo de Zena; Son l'urtimo che diggo moae; Strofe dispettose)
- Paola Orlandi (cori per l'album Son l'urtimo che diggo moae)
- Max Parodi (arrangiamenti per l'album Ardesia grixa)
- Massimo Morini (arrangiamenti per l'album Contime 'na stoja)